# Perlerfiup Kangerlua

Ubicación de Perlerfiup Kangerlua

Perlerfiup Kangerlua (antigua ortografía: Perdlerfiup Kangerdlua) es un fiordo en el municipio de Avannaata en el noroeste de Groenlandia. Es un fiordo afluente del sistema más grande del fiordo Uummannaq.

## Geografía

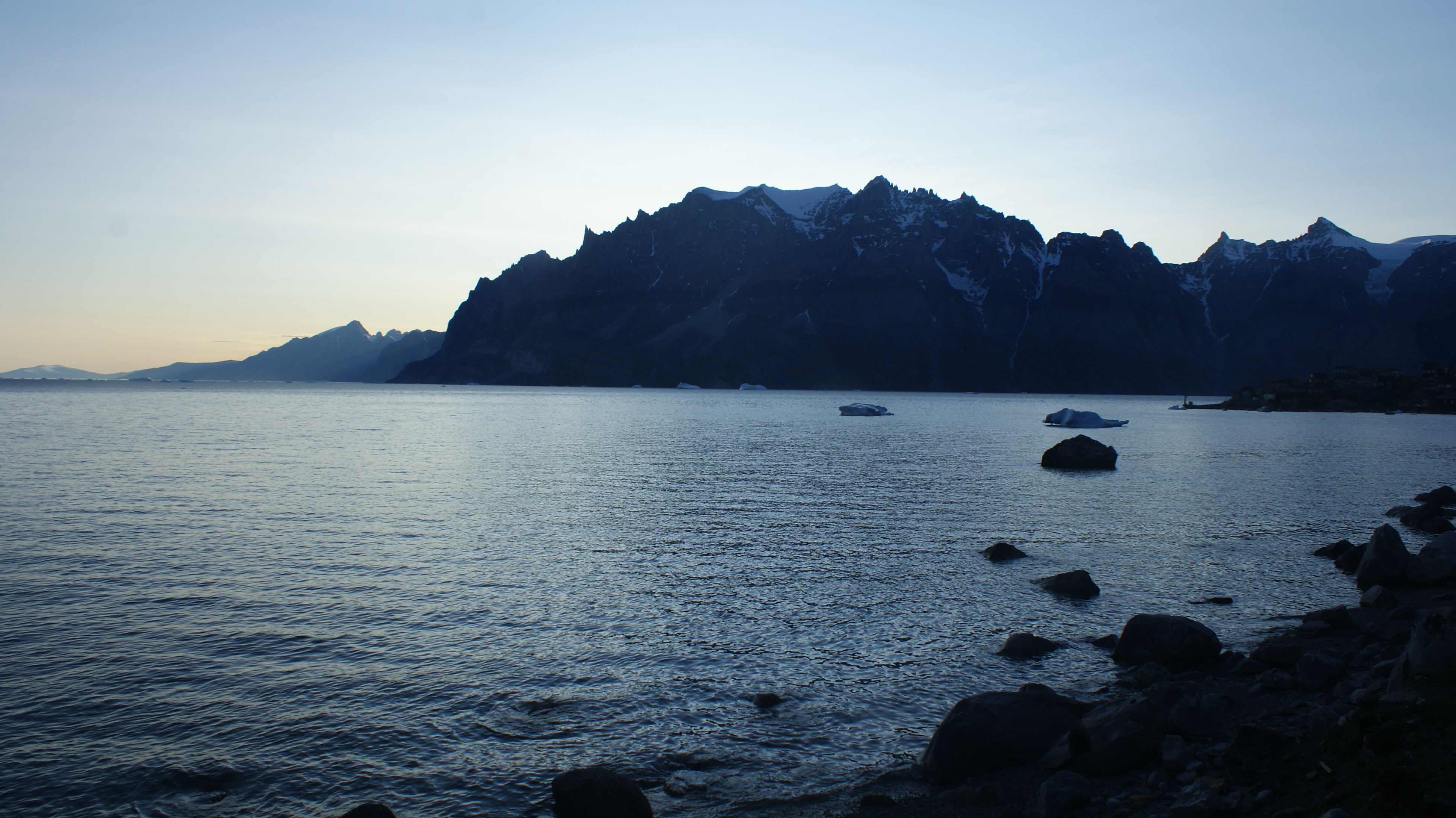
La desembocadura del Perlerfiup Kangerlua está delimitada por escarpadas paredes montañosas, algunas de casi 2000 metros de altura.

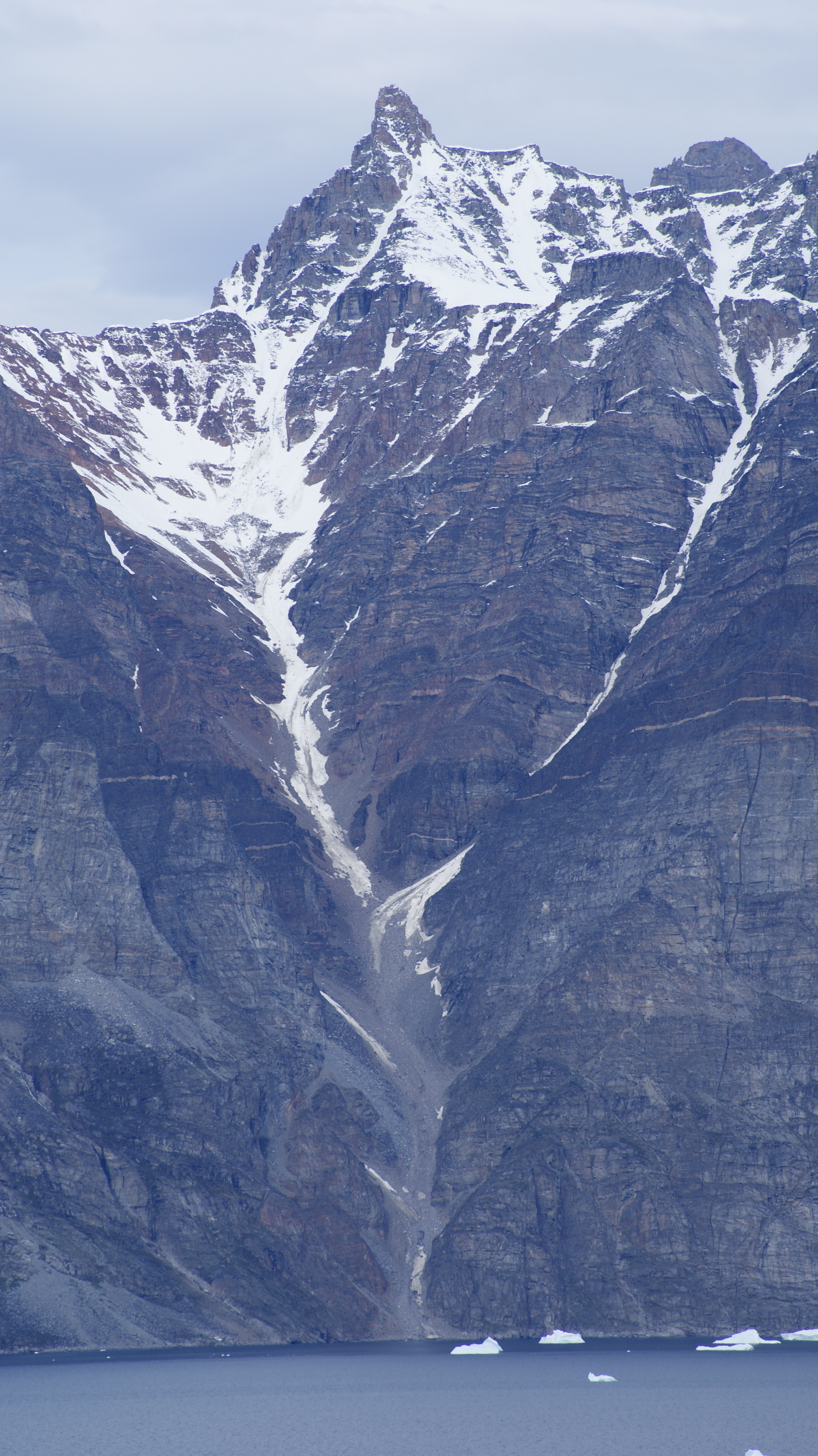
Algunas de las paredes más prominentes de Groenlandia caen sobre el Perlerfiup Kangerlua: una pared de 1922 metros de altura en la costa norte

La cabecera del fiordo está aproximadamente a 70°59′30″N 50°57′00″O / 70.99167, -50.95000 está formado por el frente del glaciar Perlerfiup Sermia que fluye desde la capa de hielo de Groenlandia (groenlandés: Sermersuaq). Aproximadamente en un tercio de su longitud, el fiordo cambia de dirección de oeste a noroeste, y finalmente gira bruscamente hacia el suroeste antes de confluencia con la parte noreste del fiordo Uummannaq en aproximadamente 71°03′10″N 52°00′00″W, debido al oeste de Ukkusissat.
El fiordo está delimitado al sur por la península de Ukkusissat en toda su longitud. Al norte, limita con el continente de Groenlandia, las tierras altas de Akularusersuaq y Akuliarusikassak, y las montañas de Perlerfiup Nunaa. La costa no está desarrollada: el fiordo solo tiene un fiordo tributario en su orilla norte, el fiordo Qaumarujuk.

## Asentamiento

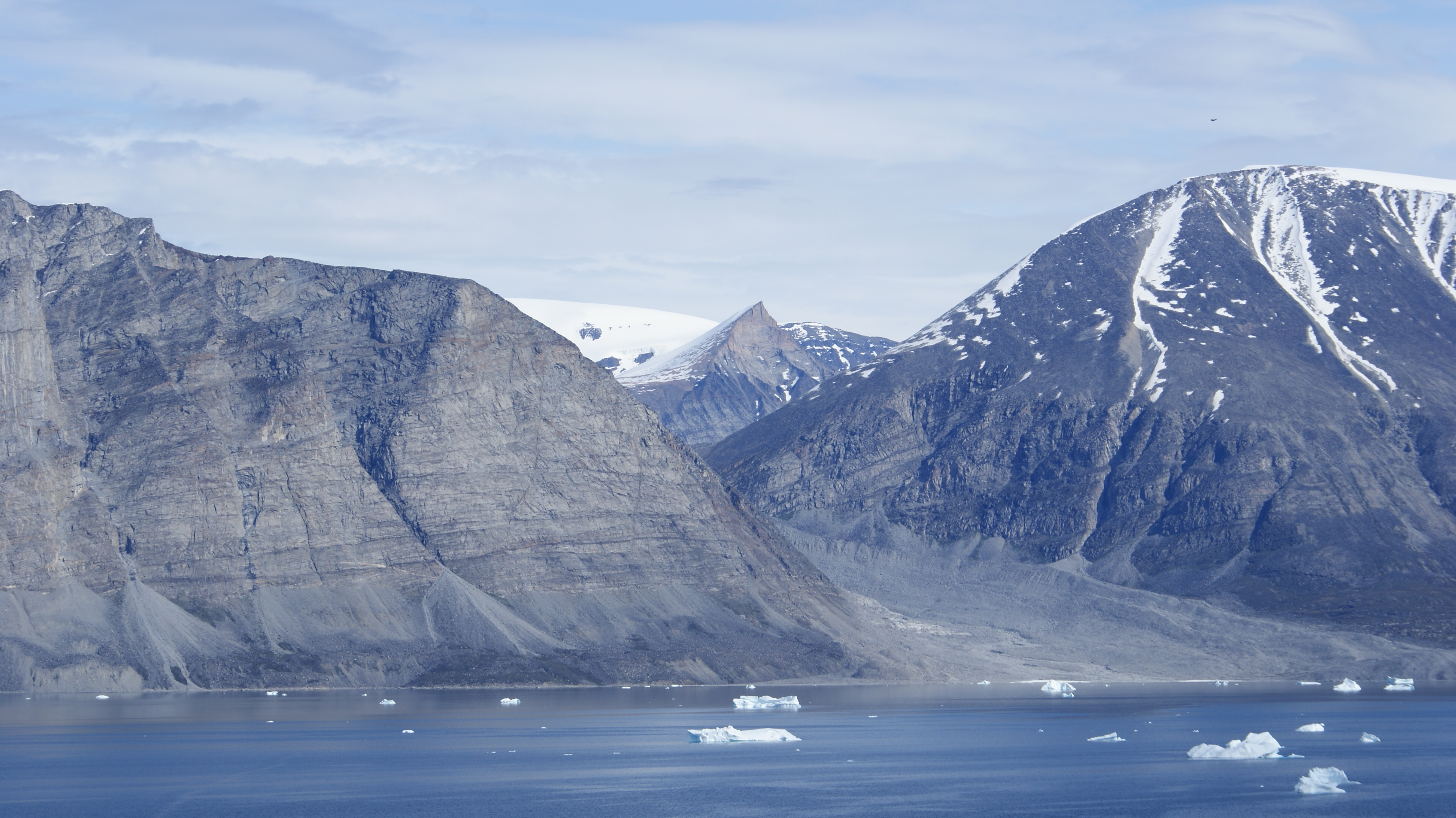
Mallak, un cono aplanado de limo glacial debajo de la salida del arroyo de agua de deshielo en la costa norte de Perlerfiup Kangerlua

Ukkusissat, situado en el extremo noroeste de la península de Ukkusissat, en la desembocadura del fiordo, es el único asentamiento de la zona.

## Minería
Maamorilik es un antiguo sitio minero, actualmente en proceso de reactivación, y cuya reapertura está prevista para noviembre de 2010. Con recursos de zinc, hierro, plomo y plata, la mina tiene 5 km (3,1 mi) de largo, con su nivel de entrada situado 750 km (466 mi) sobre el nivel del mar.

## Transporte
Se puede llegar al fiordo en barcos alquilados individualmente desde Ukkusissat. El helipuerto de Ukkusissat atendido por Air Greenland es el único aeródromo de la zona, con conexiones dos veces por semana a Uummannaq.